# Oligoclasa
L'oligoclasa és una varietat d'albita, un mineral del grup dels silicats, subgrup tectosilicats i dins d'ells pertany als feldespats anomenats plagioclases. El seu nom prové del grec oligos i clasis, que significa "petits trencaments».

## Característiques
És un aluminosilicat de sodi i calci, amb molt més sodi (79-90%) que calci (10-30%). Presenta un aspecte de cristalls ben formats blancs, sovint en macla. És un membre intermedi de la sèrie de solució sòlida de les plagioclases, els extrems de la qual són l'albita (plagioclasa de sodi) i l'anortita (plagioclasa de calci). Algunes varietats d'oligoclasa s'han usat com pedres semiprecioses en joieria.
Segons la classificació de Nickel-Strunz, l'oligoclasa pertany a «09.FA - Tectosilicats sense H₂O zeolítica, sense anions addicionals no tetraèdrics» juntament amb els següents minerals: kaliofil·lita, kalsilita, nefelina, panunzita, trikalsilita, yoshiokaïta, megakalsilita, malinkoïta, virgilita, lisitsynita, adularia, anortoclasa, buddingtonita, celsiana, hialofana, microclina, ortosa, sanidina, rubiclina, monalbita, albita, andesina, anorthita, bytownita, labradorita, reedmergnerita, paracelsiana, svyatoslavita, kumdykolita, slawsonita, lisetita, banalsita, stronalsita, danburita, maleevita, pekovita, lingunita i kokchetavita.

## Varietats semiprecioses

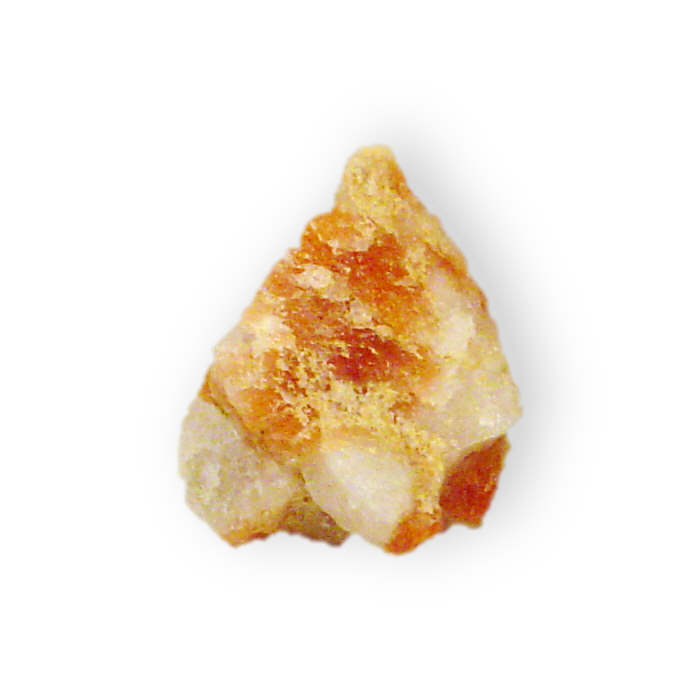
Varietat pedra de sol

- La varietat pedra de sol té tocs vermells produïts per inclusions d'hematites.
- La varietat pedra de lluna mostra reflexes similares a la labradorescècia però incolors.

## Formació i jaciments
Es forma en roques ígnies i pegmatítiques, del tipus del granit i la sienita. Apareix associada a quars, moscovita i feldespats potàssics. S'han trobat notables jaciments a Sri Lanka, Estats Units, Suècia, Rússia i el Canadà. La pedra del sol també es troba a Noruega.